# 夏威夷縣
夏威夷县是美国夏威夷州的一個縣，與夏威夷島同域。夏威夷县的陸地面積為10,433平方公里。根據2010年人口普查，夏威夷县共有人口185,079人。夏威夷縣的縣治為希洛。
夏威夷县別號“大岛”（Big Island），目的是為了與同名的夏威夷州區分。其縣治希洛的都會區覆蓋了整個縣份。夏威夷县的政府體制為市长理事会制。
夏威夷县是美國七個與州份名稱相同的縣份的其中一個，另外六個分別為阿肯色縣、愛達荷縣、愛阿華縣、紐約縣、奧克拉荷馬縣、以及猶他縣。
夏威夷县成立於1905年；一說縣名來自在民間傳說中開發夏威夷的英雄「夏威夷洛亞」。另一說縣名則是來自波利尼西亚的語言，意為「祖居」。

## 地理
根據2000年人口普查，夏威夷縣總面積為5,086.70平方英里（13,174.5平方），其中有4,028.02平方英里（10,432.5平方），即79.2%為陸地；1,058.69平方英里（2,742.0平方），即20.8%為水域。大部份夏威夷縣的水域面積均為其海岸线。夏威夷縣是夏威夷州中最大的縣份，亦是美國面積第59大的縣份。夏威夷縣的陸地面積佔了整個州份陸地面積的62.7%，這個比例是全美最高的。其次是特拉华州的蘇塞克斯縣（48.0%）及罗得岛州的普罗维登斯县（39.55%）。

## 人口
| 调查年                                        | 人口    | 备注 | %±     |
| --------------------------------------------- | ------- | ---- | ------ |
| 1900                                          | 46,843  |      | —      |
| 1910                                          | 55,382  |      | 18.2%  |
| 1920                                          | 64,895  |      | 17.2%  |
| 1930                                          | 73,325  |      | 13.0%  |
| 1940                                          | 73,276  |      | −0.1%  |
| 1950                                          | 68,350  |      | −6.7%  |
| 1960                                          | 61,332  |      | −10.3% |
| 1970                                          | 63,468  |      | 3.5%   |
| 1980                                          | 92,053  |      | 45.0%  |
| 1990                                          | 120,317 |      | 30.7%  |
| 2000                                          | 148,677 |      | 23.6%  |
| 2010                                          | 185,079 |      | 24.5%  |
| 美国十年一次的人口普查 1900年至1990年历史人口 |         |      |        |

根據2010年人口普查，夏威夷縣擁有185,079居民和64,382住戶。其人口密度為每平方公里17.7居民（每平方英里45.9居民）。夏威夷縣擁有82,324間房屋单位，其密度為每平方公里8間（每平方英里20間）。夏威夷縣的人口是由34.5%白人、0.7%黑人、22.6%亞洲人、12.4%太平洋岛民和29.2%混血构成。而西班牙裔或拉丁美洲人佔了人口11.8%。

## 政府和基础设施

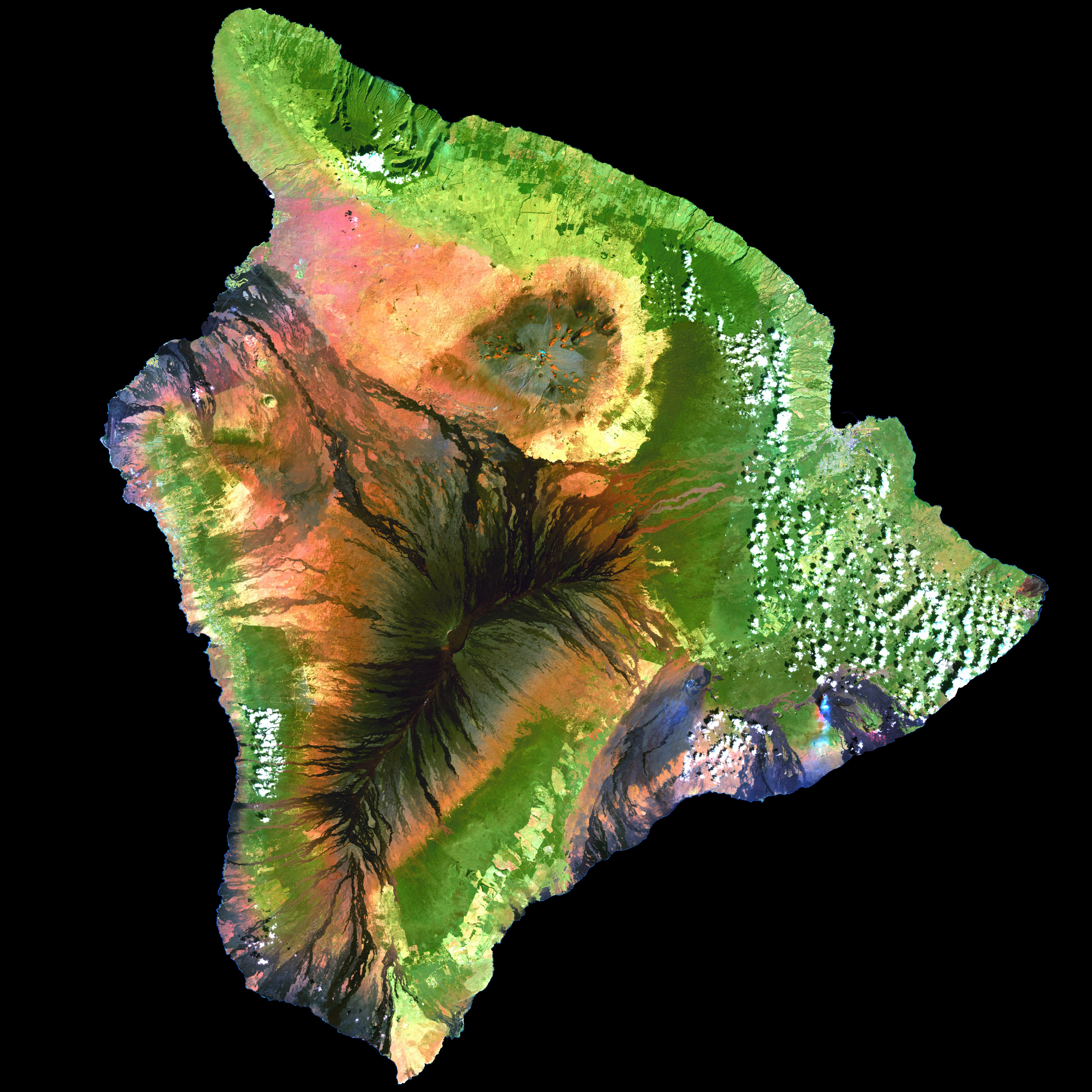
夏威夷縣卫星圖

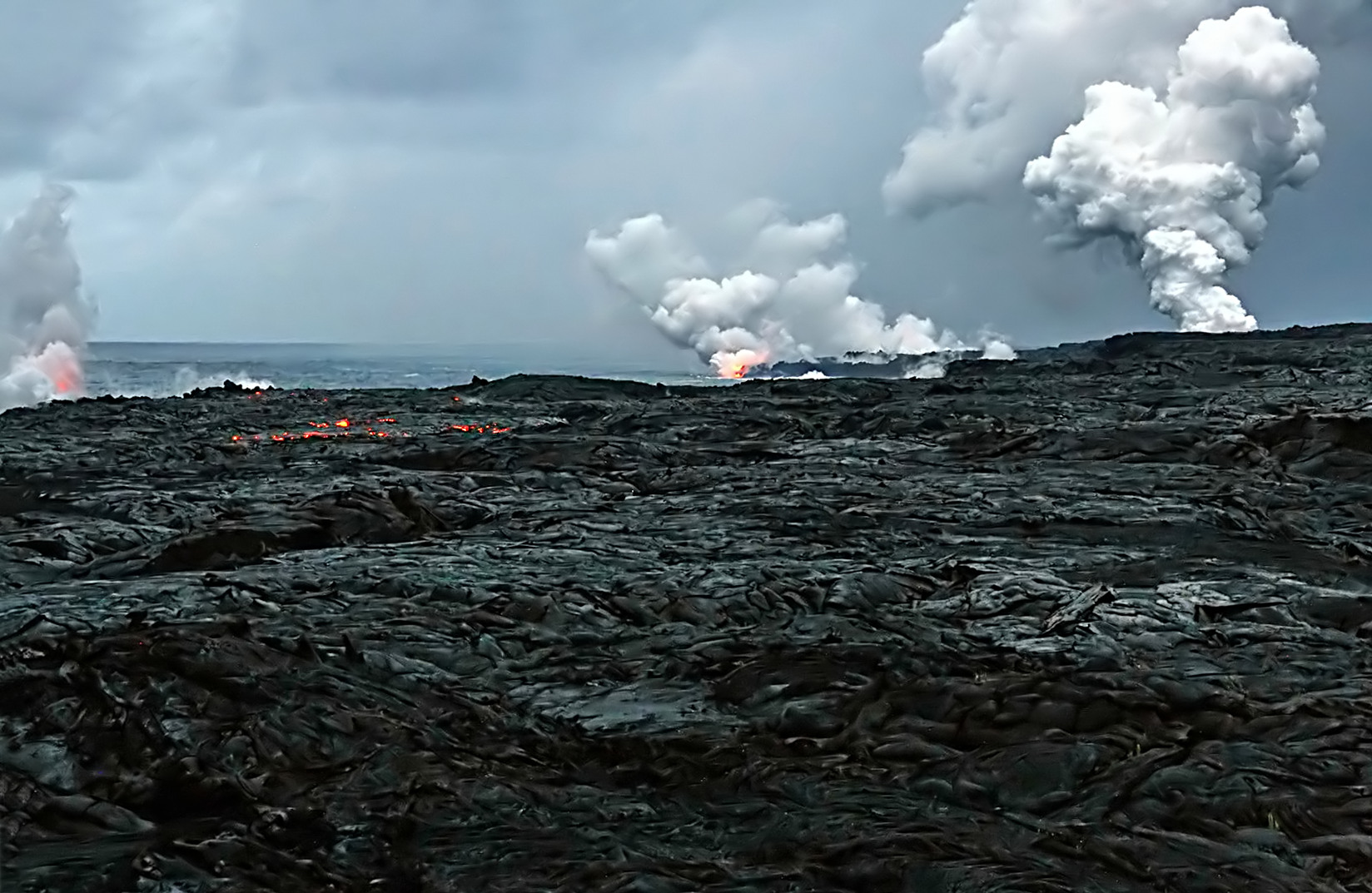
夏威夷縣的熔岩流進太平洋

### 縣政府
夏威夷縣的行政权力属于夏威夷縣市长，每四年就會進行一次選舉選出夏威夷縣市长，而市长最多連任一次。自2004年起，選民大多不再考慮黨派因素投票。於2008年，威廉·“比利”·肯奈繼承了哈里·金，當選市长。另一方面，夏威夷縣的立法权力則属于一個由9名成员组成的县议会议员。每個县议会议员都代表岛屿的一个区域。
夏威夷縣的行政区划主要根據古代夏威夷的行政区划「莫古」（Moku）來設定的。以下夏威夷縣的行政区划號碼為税务图例號碼。這些號碼是以普纳作起點，順時針數下去的。
| 編號 | 區域       | 面積 平方英哩 | 人口 （2000年） | 「莫古」         | 地图 |                                       |
| ---- | ---------- | ------------- | --------------- | ---------------- | ---- | ------------------------------------- |

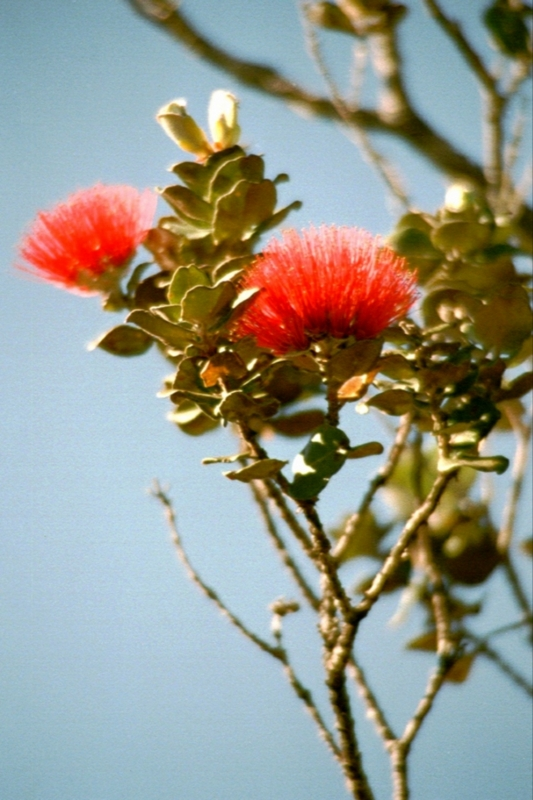
盛开的乐华花

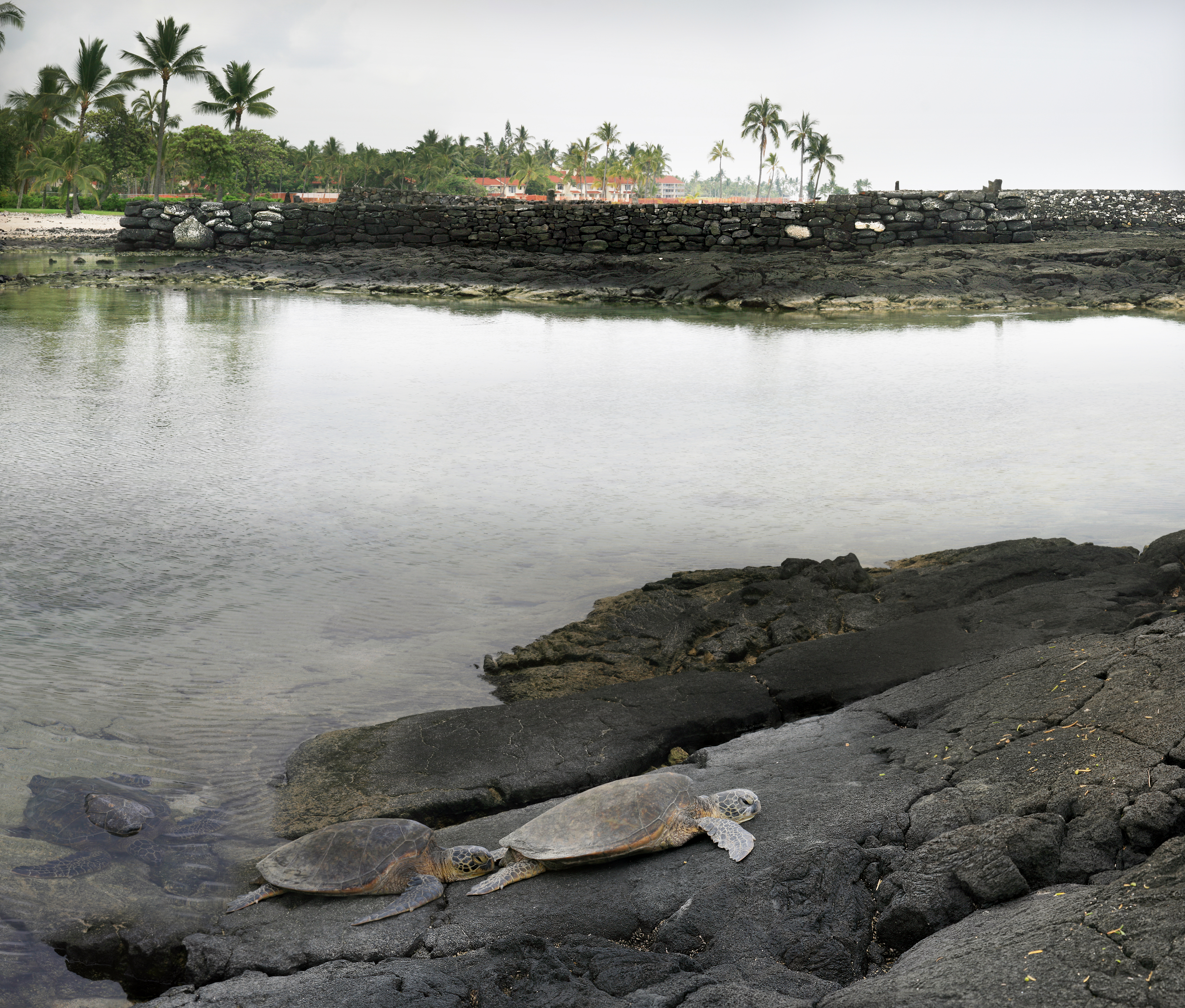
在一個古老熔岩流上的绿海龟，背景則是科纳的夏威夷寺庙。

| 1    | 普纳       | 499.45        | 31335           | 普纳 Puna        | 地图 | District subdivision of Hawaii County |
| 2    | 南希洛     | 394.38        | 47386           | 希洛 Hilo        | 地图 | District subdivision of Hawaii County |
| 3    | 北希洛     | 370.65        | 1720            | 希洛 Hilo        | 地图 | District subdivision of Hawaii County |
| 4    | Hāmākua    | 580.50        | 6108            | 哈马库阿 Hāmākua | 地图 | District subdivision of Hawaii County |
| 5    | 北科哈拉   | 132.92        | 6038            | 科哈拉Kohala     | 地图 | District subdivision of Hawaii County |
| 6    | 南科哈拉   | 351.72        | 13131           | 科哈拉Kohala     | 地图 | District subdivision of Hawaii County |
| 7    | North Kona | 489.01        | 28543           | 科纳 Kona        | 地图 | District subdivision of Hawaii County |
| 8    | South Kona | 335.38        | 8589            | 科纳 Kona        | 地图 | District subdivision of Hawaii County |
| 9    | Kaʻū       | 922.22        | 5827            | 裘 Kaʻū          | 地图 | District subdivision of Hawaii County |
|      | 夏威夷縣   | 4028.02       | 148677          | 6個「莫古」      |      | District subdivision of Hawaii County |

县议会分区與税务分区並沒有直接關係，因為税务分区的人口分佈並不平均。希洛和科哈拉地區人口比較多，而其他地區人口則比較少。
一些在其他州份屬於州政府的职能，夏威夷縣都擁有。例如，夏威夷縣擁有自己的酒类管制部。

### 州政府
以往，夏威夷公共安全部是負責库拉尼惩教设施的运作。2009年，夏威夷公共安全部宣佈關閉库拉尼惩教设施。